# 刘经 (正德进士)
劉經（？—？年），順天府寶坻縣人，軍籍。明朝政治人物。

## 生平
正德八年（1513年）癸酉科順天府乡试舉人，九年（1514年）联捷甲戌科三甲第二百一名進士，十二年任高平县知县，丁忧去，累遷员外郎。嘉靖十三年（1534年）任山东海丰县知县。